# Neuroleon guttatus
Neuroleon guttatus är en insektsart som först beskrevs av Navás 1914.  Neuroleon guttatus ingår i släktet Neuroleon och familjen myrlejonsländor. Inga underarter finns listade i Catalogue of Life.